# Раздвижи се
„Раздвижи се“ (на английски: Shake It Up) е американски телевизионен сериал на Дисни Ченъл.

## Излъчване
| Сезон | Сезон | Епизоди | Начало на сезона  | Край на сезона  |
| ----- | ----- | ------- | ----------------- | --------------- |
|       | 1     | 21      | 7 ноември 2010    | 21 август 2011  |
|       | 2     | 28      | 18 септември 2011 | 17 август 2012  |
|       | 3     | 26      | 14 октомври 2012  | 10 ноември 2013 |

## Сюжет
„Раздвижи се“ е сериал, разказващ за живота на две най-добри чикагски приятелки. Мечтата на Сиси Джоунс и Роки Блу е да станат професионални танцьорки. С помощта на дългогодишния си приятел, Дюс Мартинес, Сиси и Роки осъществяват тази своя мечта. Те са наети като танцьорки в местното шоу „Раздвижи се, Чикаго!“. Освен това, Сиси и Роки се опитват да поддържат добрия си социален статус в училище, докато се грижат за малкия брат на Сиси – Флин и се опитват да подобряват уменията си.

## Актьорски състав

### Главни герои
- Бела Торн - Сиси Джоунс. На български Лина Златева (1-ви и 2-ри сезон).
- Зендая – Роки Блу. На български Лина Шишкова (1-ви и 2-ри сезон).
- Дейвис Кливланд – Флин Джоунс. На български Васил Пейков.
- Рошън Фегън - Тай Блу. На български Кирил Бояджиев.
- Кентън Дюти – Гюнтер Хесенхефер
- Керълайн Съншайн – Тинка Хесенхефер

### Второстепени герои
- Ар Брендън Джонсън – Гари Уайлд
- Анита Бароун - Джорджия Джоунс. На български Живка Донева.
- Карла Рената – Марси Блу
- Айнсли Бейли – Дина Гарсия
- Бъди Хендлесън – Хенри Дилън
- Фил Морис – Къртис Блу
- Джим Пири – Чичо Франк
- Лео Хауърд - Логан Хънтър. На български Кирил Бояджиев.
- Антъни Стерк – Джереми Хънтър

## В България
В България сериалът е излъчен през 2011 г. по Disney Channel. Дублажът е нахсинхронен в студио Александра Аудио.

### Синхронен дублаж
| Роля            | Изпълнител                               |
| --------------- | ---------------------------------------- |
| Сиси Джоунс     | Лина Златева                             |
| Роки Блу        | Лина Шишкова                             |
| Флин Джоунс     | Васил Пейков                             |
| Джорджия Джоунс | Живка Донева                             |
| Логан Хънтър    | Кирил Бояджиев                           |
| Други гласове   | Вилма Карталска Мариан Бачев Иван Петков |

| Обработка              | Александра Аудио |
| ---------------------- | ---------------- |
| Изпълнителен продуцент | Васил Новаков    |
| Режисьор на дублажа    | Мариан Бачев     |